# Newsted
Newsted – amerykańska grupa wykonująca muzykę z pogranicza thrash i heavy metalu. Powstała w 2012 roku z inicjatywy basisty i wokalisty Jasona Newsteda, byłego członka formacji Metallica. W skład zespołu weszli ponadto perkusista Jesus Mendez Junior i gitarzysta Jessie Farnsworth. Rok później skład uzupełnił gitarzysta Mike Mushok, znany z występów w grupie Staind. W 2023 roku, po reaktywacji zespołu jako gitarzysta prowadzący dołączył Humberto Perez (za Mike’a Mushoka, który powrócił w 2014 roku do Staind).
W 2014 roku zespół został rozformowany, jednakże w 2023 wznowił działalność koncertową.

## Dyskografia
| 2013                           | Metal (EP) - Data: 8 stycznia 2013 - Wydawca: Chophouse Records        | –  | –  | –  | –  | –   | –  |
| 2013                           | Heavy Metal Music - Data: 6 sierpnia 2013 - Wydawca: Chophouse Records | 40 | 42 | 15 | 30 | 130 | 17 |
| „–” pozycja nie była notowana. |                                                                        |    |    |    |    |     |    |